# 圣英贝特
圣英贝特（德語：St. Ingbert，全拼作，發音：[zaŋkt ˈɪŋbɛʁt] ⓘ）是德国萨尔兰州萨尔普法尔茨县的城市，面积49.95平方千米，2023年12月31日人口为35,059人。